# Api Claudi Pulcre (cònsol 79 aC)
Api Claudi Pulcre (llatí: Appius Claudius Pulcher; entorn de 139 aC – 76 aC) va ser un polític romà del segle i aC. Hi ha dubtes sobre qui va ser el seu pare: se suposa que era Api Claudi Pulcre que va ser cònsol el 143 aC, encara que també es pensa en Gai Claudi Pulcre, cònsol el 130 aC, o un fill d'aquest que també es deia Gai Claudi Pulcre.
Va donar suport a Luci Corneli Sul·la i va servir com a pretor l'any 88 aC. Va ser cònsol el 79 aC amb Publi Servili Vàcia, tot i que abans no havia estat elegit edil curul. Després va ser governador de Macedònia on va lluitar contra els veïns bàrbars. Va morir en aquesta província vers el 77 aC i el seu successor va ser Gai Escriboni Curió.
Segurament es tracta del mateix Api Claudi que va prendre part en les discussions de la Llei Tòria d'Espuri Tori.

## Casament i fills
Aquest Api Claudi Pulcre estava casat amb Cecília Metel·la (n. al voltant del 125 aC) i va ser pare de:
- Api Claudi Pulcre, cònsol romà
- Gai Claudi Pulcre, pretor romà
- Publi Claudi Pulcre, que va canviar el seu nom a Publi Clodi Pulcre
- Clòdia Pulcra Tèrcia, esposa de Quint Marci Rex, anomenada Clodia Marcii.
- Clòdia Pulcra Quarta, esposa de Quint Cecili Metel Cèler, anomenada Clodia Metelli.
- Clòdia Pulcra Quinta, primera esposa de Lucul, del qual es va divorciar l'any 66 aC, anomenada Clodia Luculli.